# Субик (бухта)
Субик (таг. Look ng Subic) — бухта у берегов острова Лусон на Филиппинах в 100 километрах к северо-западу от Манилы. В заливе Субик находится ряд популярных мест для дайвинга.

## Военно-морская база США

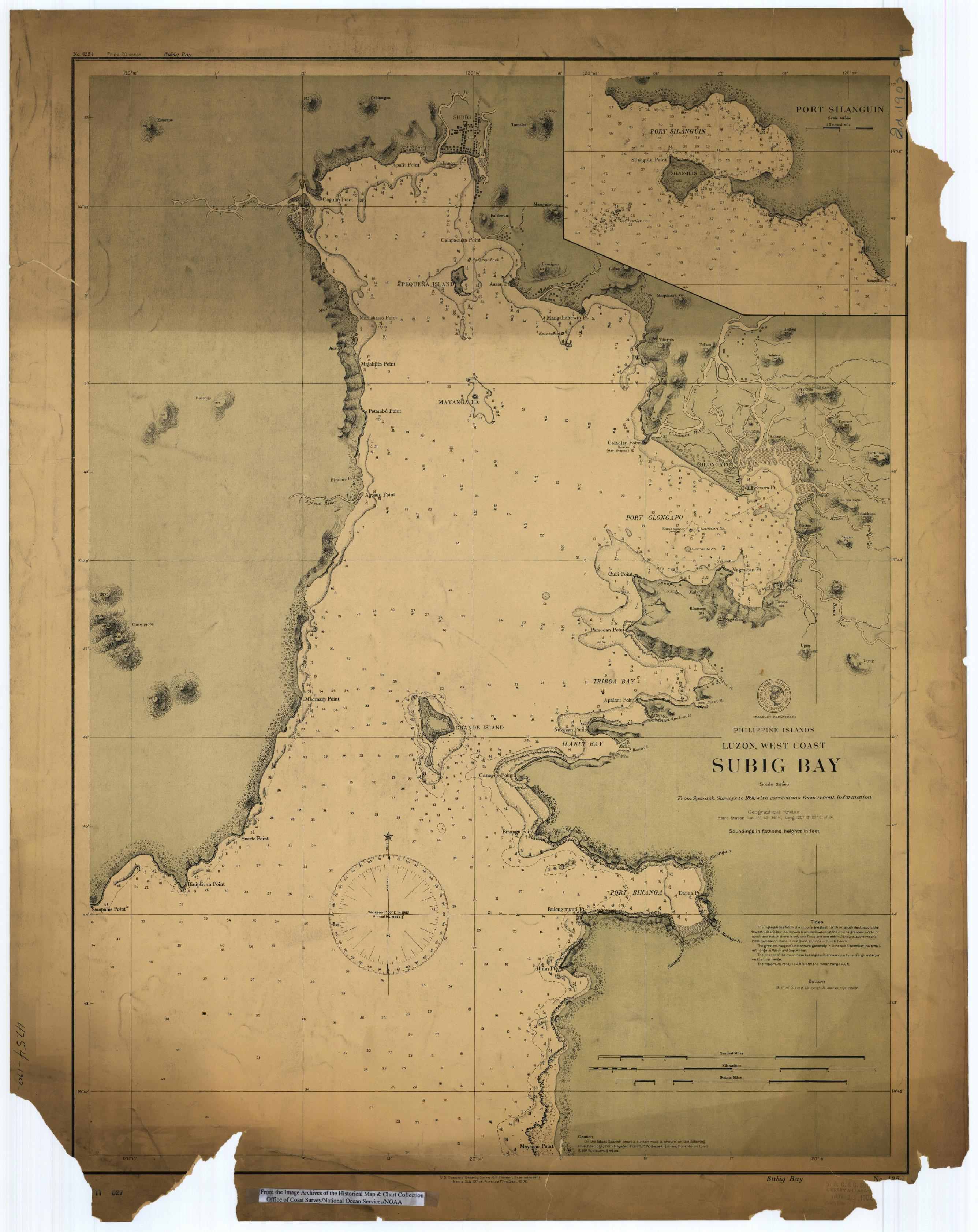
Американская навигационная карта бухты Субик, 1902 год

С 1898 по 1992 год в бухте располагалась американская военно-морская база «Subic Bay». После объявления американским государственным департаментом Южно-Китайского моря «зоной американских национальных интересов», в 2012 году правительство Филиппин дало предварительное согласие о возвращении ВМС США на свою бывшую базу.